# Košeca
Košeca (ungarisch Kasza – bis zum 19. Jahrhundert auch Kossa) ist eine Gemeinde im Okres Ilava des Trenčiansky kraj im Nordwesten der Slowakei. Am 31. Dezember 2024 waren in der Gemeinde 2826 Einwohner zu verzeichnen.

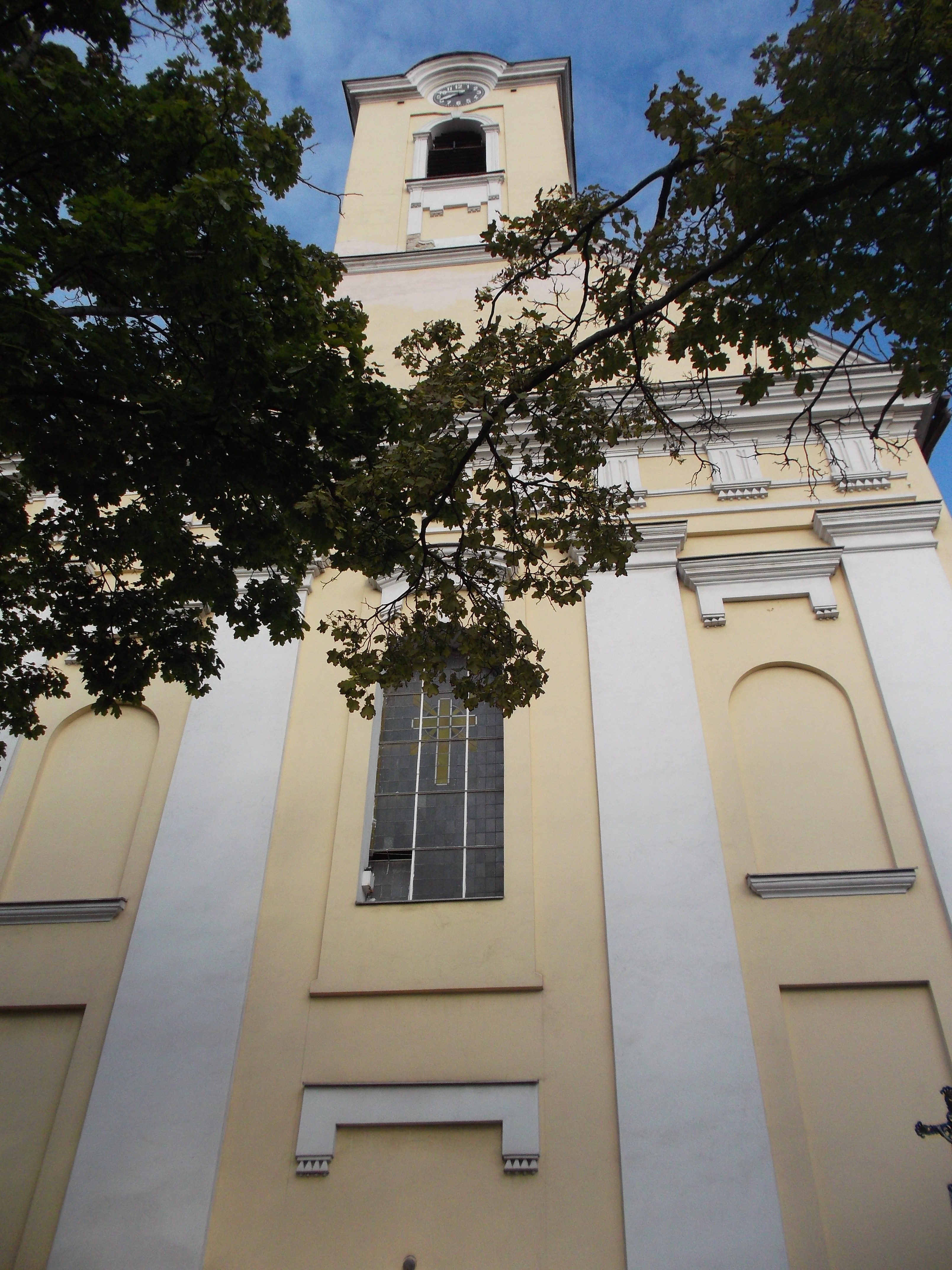

## Geographie
Die Gemeinde liegt im Považské podolie (Waagtal-Gebiet) an der linksufrigen Seite der Waag, der hier noch hinter einem Kanal liegt. Durch den Ort fließt der Bach Podhradský potok. Südöstlich der Gemeinde erhebt sich das Gebirge Strážovské vrchy. Košeca ist zwei Kilometer von Ilava entfernt.
Zur Gemeinde gehört auch der Gemeindeteil Nozdrovice (1895 eingemeindet).

## Geschichte
Der Ort wurde zum ersten Mal 1272 schriftlich als Kassa erwähnt und gehörte zum Herrschaftsgut der Burg Košeca. Im Mittelalter war Košeca ein Marktflecken. Die Hauptbeschäftigung der örtlichen Bevölkerung war Landwirtschaft, Handwerke, Tuchherstellung und Holzhandel. Nachdem die Burg 1671 von den kaiserlichen Truppen geschleift wurde, wurde der Ort zum neuen Sitz des Herrschaftsguts. Die heutige römisch-katholische Kirche wurde 1833 fertiggestellt.

## Bevölkerung
| Jahr                | 1994 | 2004    | 2014    | 2024     |
| ------------------- | ---- | ------- | ------- | -------- |
| Anzahl der Personen | 2434 | 2474    | 2564    | 2826     |
| Unterschied         |      | +1,64 % | +3,63 % | +10,21 % |

| Jahr                | 2023 | 2024    |
| ------------------- | ---- | ------- |
| Anzahl der Personen | 2830 | 2826    |
| Unterschied         |      | −0,14 % |